# Kickflipper (album)
Kickflipper er et album udgivet af Razz. Det blev udgivet umiddelbart lige efter Razz' sejr i MGP 2002. 
Den indeholder blandt andet titelnummeret "Kickflipper", som Razz havde vundet MGP med.

## Spor
1. "Kickflipper" – 2:57
2. "Sommerlir" – 3:51
3. "Hey Ho" – 3:10
4. "Festen" – 3:53
5. "Skoletid" – 2:55
6. "3002" – 3:55
7. "Ferie Cruise" – 3:34
8. "PC" – 3:00
9. "Beatboy" – 3:13
10. "Tro flytter bjerge" – 3:43
11. "Kickflipper" (engelsk) – 2:57
12. "Kickflipper" (Remix) – 4:08